# Carlos Barragán (ilusionista)
Carlos Barragán (Buenos Aires) es un ilusionista argentino especializado en Magia de escena,  En el 1997 en el Campeonato mundial de magia organizado por la Federación Internacional de Sociedades mágicas (FISM) en la ciudad alemana de Dresde obtuvo el Primer Premio en la categoría Grandes Ilusiones.
En 1996 había obtenido la primera edición del Gran Premio de la República Argentina.
Barragán es famoso por sus shows con gran despliegue escénico y montajes teatrales de dimensiones escénicas. En 2013 fue contratado para actuar en la boda real entre Máxima Zorreguieta y el Príncipe Guillermo de los Países Bajos.
Un poco de historia… El primer y único latinoamericano en la historia en ganar el Campeonato Mundial de Magia en Grandes Ilusiones (después de 15 años de estar vacante) es el argentino Carlos Barragán. Desde muy joven (tercera generación de magos), su audacia lo llevó a innovar en el ritmo y forma de sus actos, imprimiéndoles un sello personal, esperado por sus colegas en cada encuentro o competencia y aplaudido por el público en cada presentación. 
El año 1984 lo encontró con varios premios nacionales y la realización de la sorprendente desaparición, en el Salón Libertador del Sheraton Hotel, de un auto de la línea Volkswagen. Brasil, Uruguay, Chile y Paraguay conocen sus presentaciones, y la TV argentina lo cuenta como a uno de sus integrantes, hasta el punto de inmortalizar a una de sus palomas en el logo del conocido canal 9. Hasta la actualidad, es el único ganador del Primer Premio del Campeonato Americano en Magia Teatral, y se convirtió en 1988 en el primer argentino que compitiera en un Campeonato Mundial (FISM´88, Den Haag, Holanda, en Magia General). 1995 lo registra como el único mago de la historia que encarna un personaje protagónico de una obra lírica, en el estreno mundial de la ópera Cartas Marcadas (al año siguiente el tenor Plácido Domingo cantaría parte de esta ópera durante su visita a nuestro país). 
En 1996 gana la primera edición del Gran Premio de la República Argentina. En 1997 se consagra Campeón Mundial en Grandes Ilusiones FISM´97, en Dresden, Alemania, ante 3000 magos de todas partes del mundo. El 10 de diciembre de 1997, 40.000 espectadores aplaudieron a Carlos Barragán, junto al bailarín Julio Bocca y otros artistas, en el primer megaevento, realizado en el Estadio del Club Atlético Boca Juniors. Carlos Barragán es un artista que ha sabido unir la magia, el teatro, la danza y la música, logrando así realizar la exitosa temporada teatral Metropolitan 1998, con el primer musical mágico argentino, “Barragán El Mago”. Carlos Barragán ha presentado su show en todos los continentes: invitado especialmente a la Gala Internacional del FISM 2000 en Lisboa, Portugal; en su exitosa gira por China en el año 2001; en el show principal de la celebración porteña de la Boda Real Holandesa de Máxima y el Príncipe Guillermo, realizada el 2 de febrero de 2002. 
Después de una estadía en los Estados Unidos, donde se dedicó a la realización de eventos privados y a la investigación de nuevas tendencias, en el verano del 2007 presentó en la ciudad de Mar del Plata su nuevo show “Carlos Barragán – La Magia” (nominado al Premio Estrella de Mar 2007 como mejor espectáculo en varietés). Desde entonces llevó a cabo temporadas en el prestigioso y único Centro Cultural Borges y se transforma también en el primer Headliner Show Latinoamericano de los Cruceros de la compañía Royal Caribbean (en las que introdujo una novedosa combinación de magia y tango), ha grabado 34 presentaciones especiales para TV Azteca en la Ciudad de México. Desde el año 2009/2011 su nuevo show ha sido disfrutado por 70.000 espectadores de más de 30 nacionalidades. 
En el año 2016 junto a Henry Evans, Sebastian Semba (ambos también Campeones Mundiales), Daniel Mormina Grand Prix de Latinoamérica FLASOMA, Fernando Arsenia y Bodie Blake, (ambos Primeros Premios de Latinoamérica FLASOMA, conformaron M.A.T.E. Magos Argentinos Trabajando en Equipo. Un nuevo formato en convenciones para magos y un Show Internacional, donde 6 profesionales de alto nivel, se combinan simultáneamente, en un espectáculo teatral para toda la familia. Mientras este espectáculo continua hasta el 2019, en el 2017 es invitado a participar exitosamente del Campeonato de Campeones llevado a cabo en el Teatro Calderón – Valladid España, realizando además una gira por España de 15 días. Además, el 2019 lo encuentra en un viaje artístico durante 3 meses en la ciudad de New York. Durante la pandemia 2020 siguió trabajando con entrevistas y shows vía online y creando nuevos efectos para colegas de diversas partes del mundo.